# 2022年波士頓影評人協會獎
第43屆波士頓影評人協會獎（The 43rd Boston Society of Film Critics Awards）是由波士頓影評人協會於2022年12月11日頒發，以茲獎勵2022年電影的獎項。

## 獲獎名單

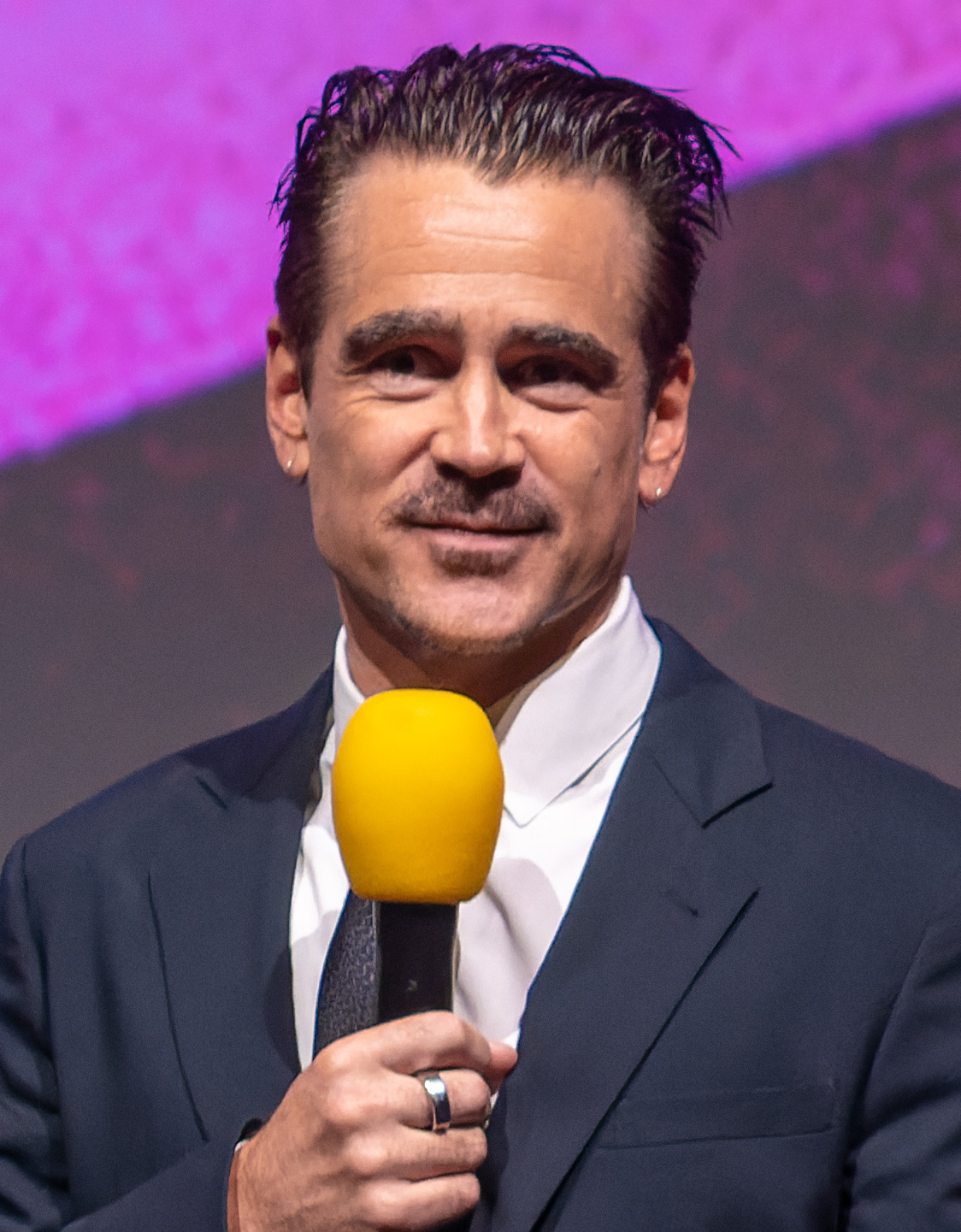
最佳男主角：科林·法雷尔

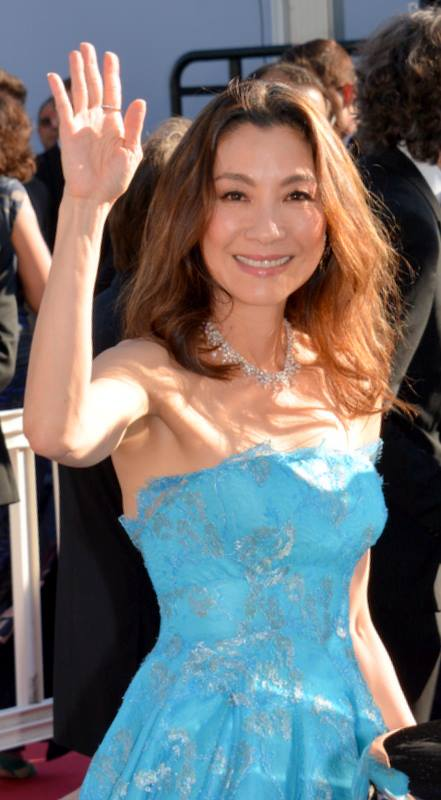
最佳女主角：楊紫瓊

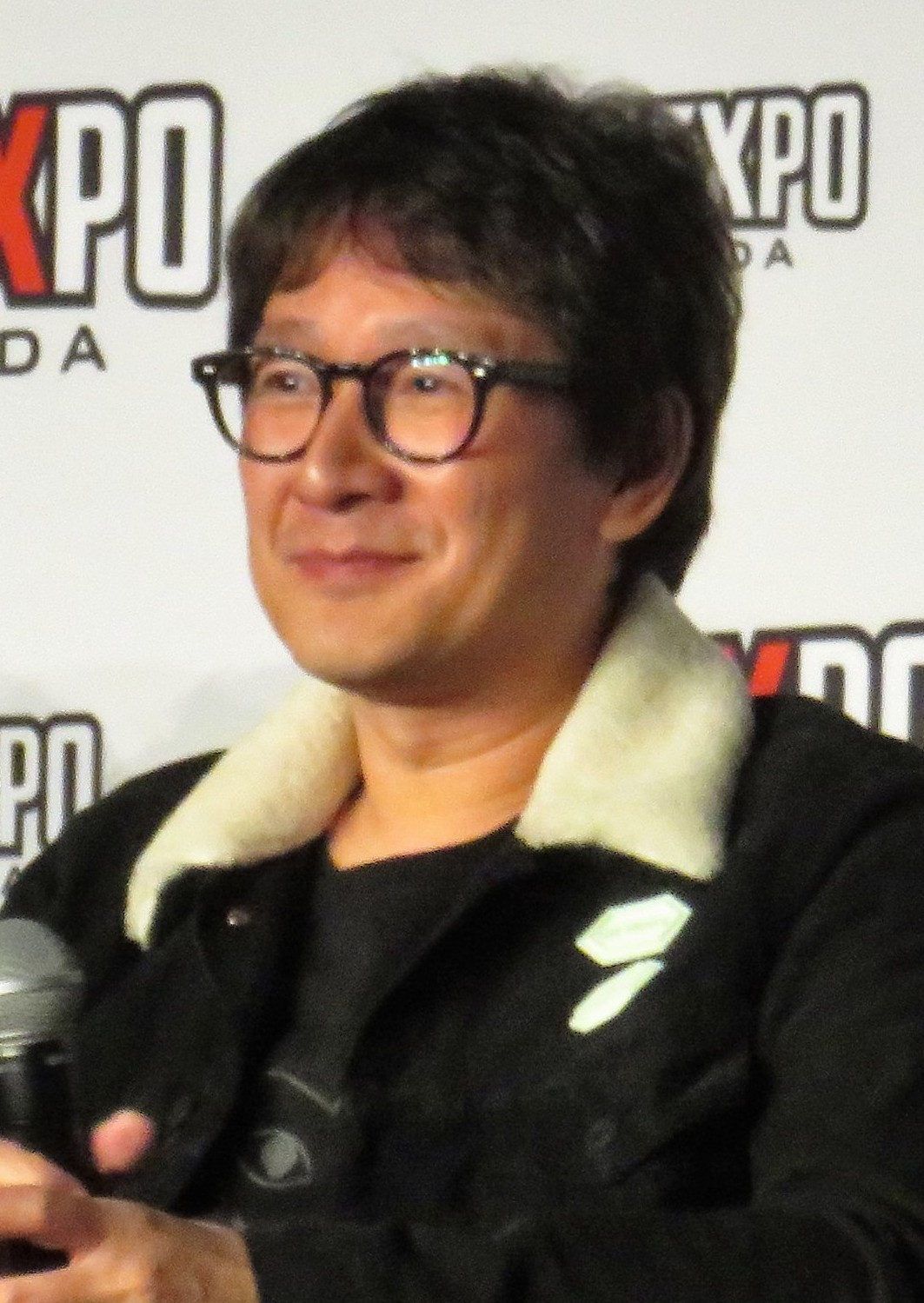
最佳男配角：關繼威

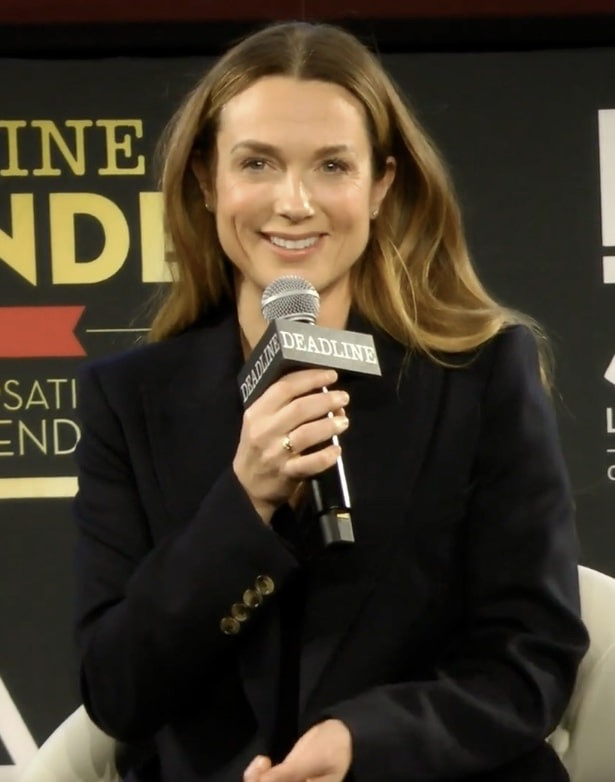
最佳女配角：凯瑞·康顿

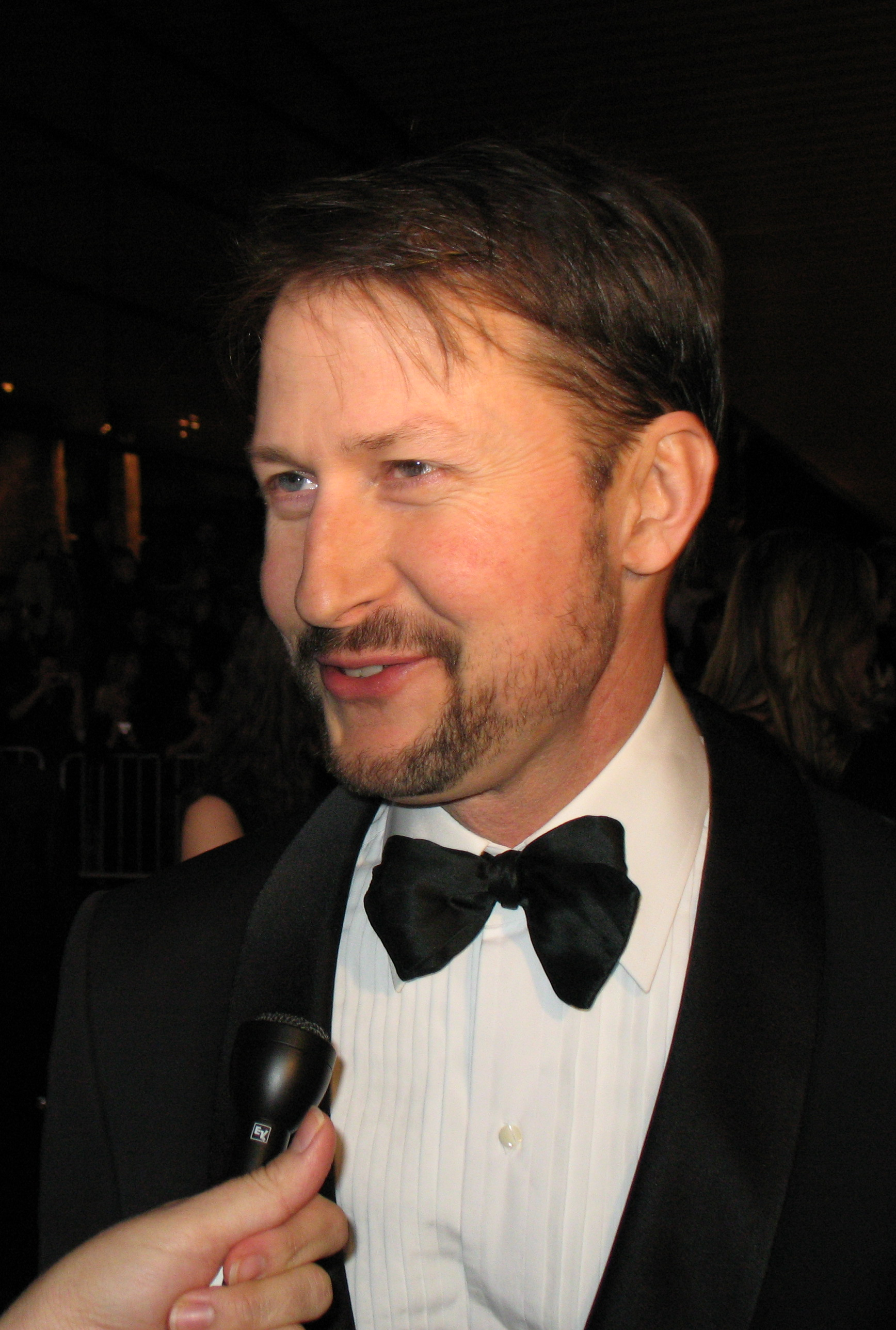
最佳導演：陶德·菲爾德

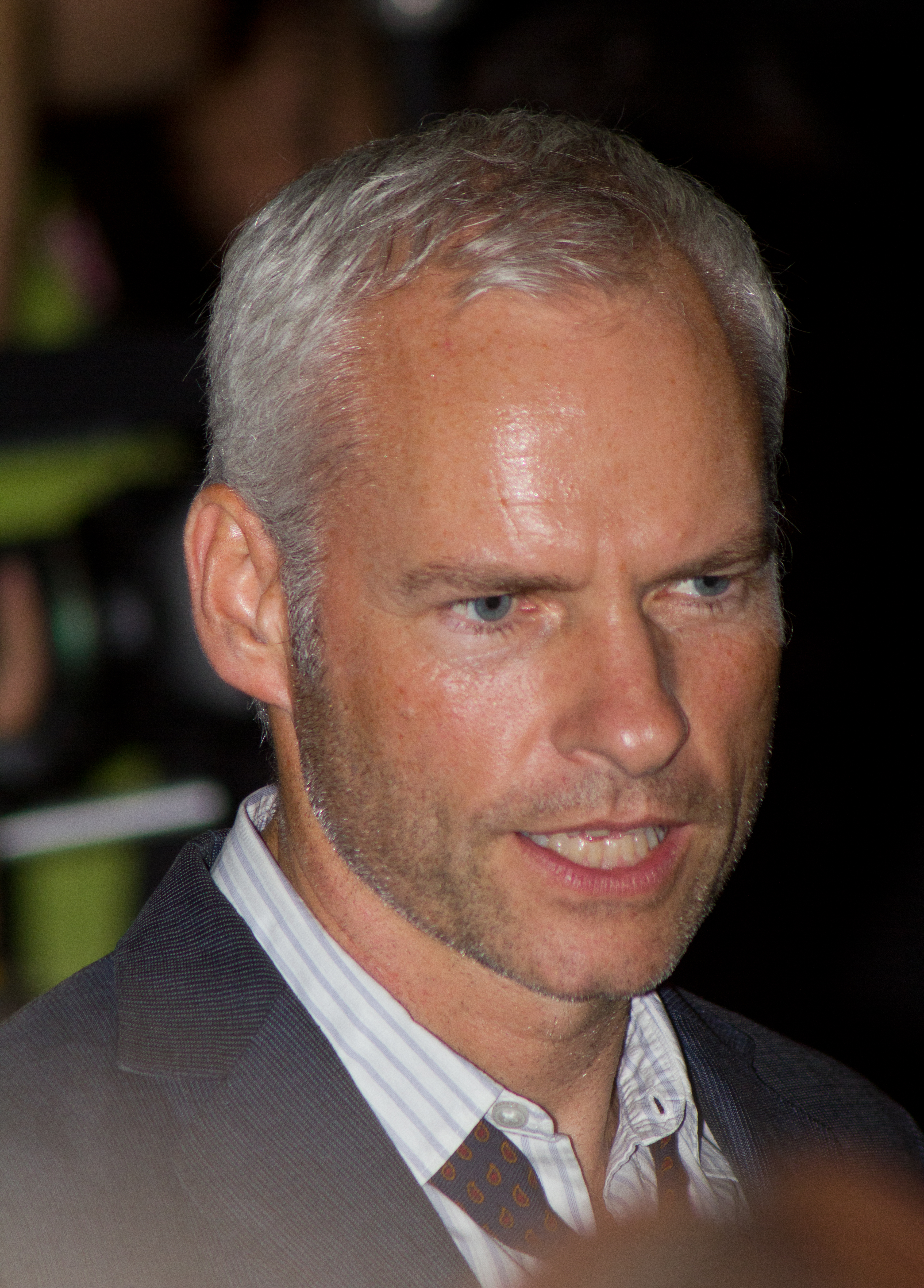
最佳原創劇本：馬丁·麥多納

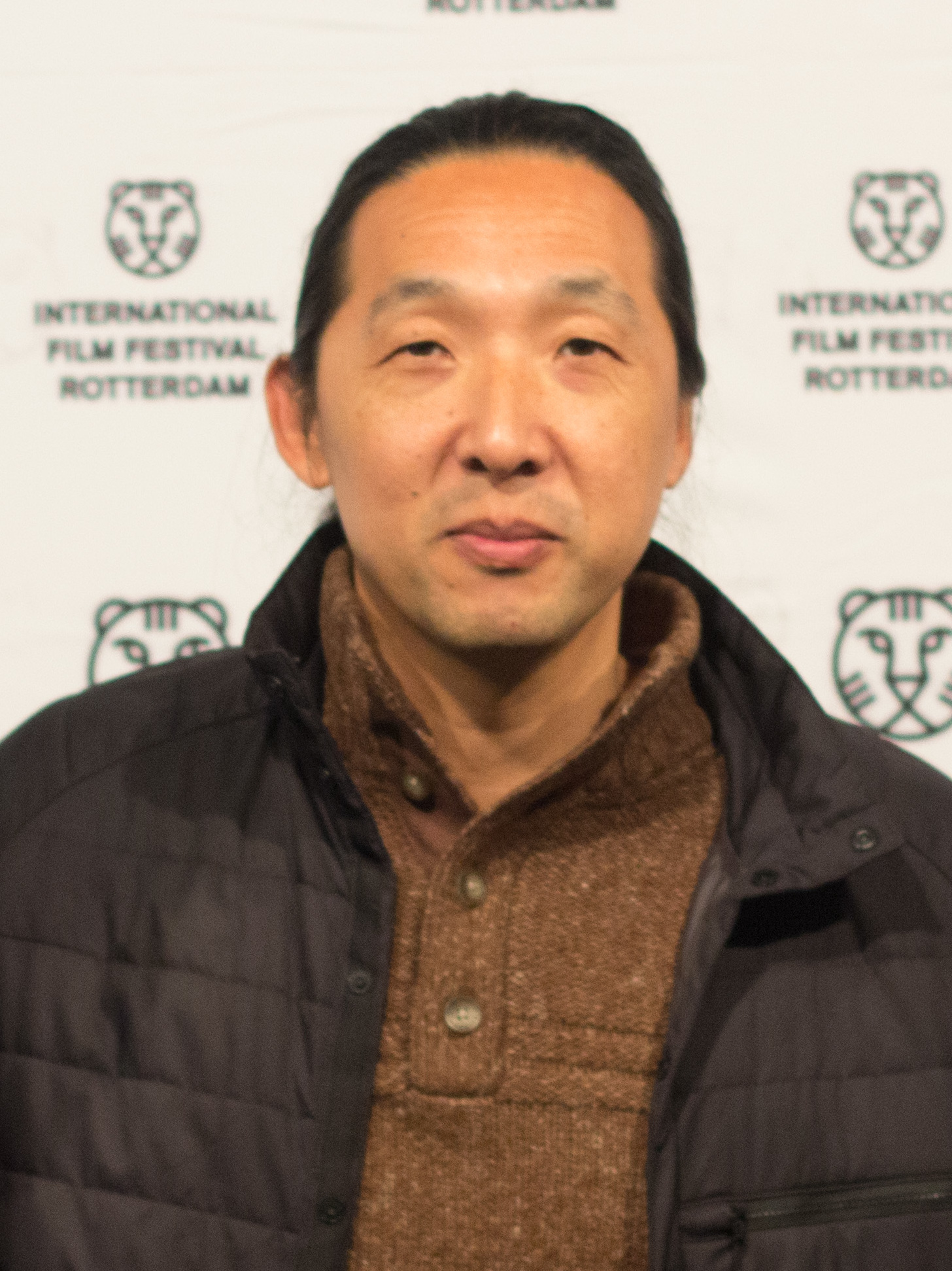
最佳改編劇本：名田高梧

- 最佳影片

《回到首爾》
- 最佳男主角

《伊尼舍林的女妖》、《楊之後》科林·法雷尔
- 最佳女主角

《媽的多重宇宙》楊紫瓊
- 最佳男配角

《媽的多重宇宙》關繼威
- 最佳女配角

《伊尼舍林的女妖》凯瑞·康顿
- 最佳導演

《TÁR塔爾》陶德·菲爾德
- 最佳原創劇本

《伊尼舍林的女妖》馬丁·麥多納
- 最佳改編劇本

《楊之後》名田高梧
- 最佳攝影

《血色珍珠》、《恐怖X檔案》艾略特·羅基特（Eliot Rockett）
- 最佳紀錄片

《美人们与流血事件》
- 最佳英語電影

《伊尼舍林的女妖》
- 最佳動畫片

《熊抱青春記》
- 最佳電影剪輯（紀念凱倫·施密爾（英语：Karen Schmeer））

《分手的決心》金尚範
《日麗》布萊爾·麥克倫登（Blair McClendon）
- 最佳新電影製作人（紀念大衛·布魯諾伊（英语：David Brudnoy））

《日麗》夏洛特·威爾斯
- 最佳整體演出

《就4無厘取鬧》
《沒有聲音的女人們》
- 最佳原創配樂

《RRR》M·M·凱拉瓦尼

## 外部連結
- 官方网站